# Gargara taikomontana
Gargara taikomontana är en insektsart som beskrevs av Kato 1928. Gargara taikomontana ingår i släktet Gargara och familjen hornstritar. Inga underarter finns listade i Catalogue of Life.